# Costa d'Esclusa Nou
La Costa d'Esclusa Nou és una costa del poble de la Valldora, al municipi de Navès (Solsonès).